# Trevi (Rione)

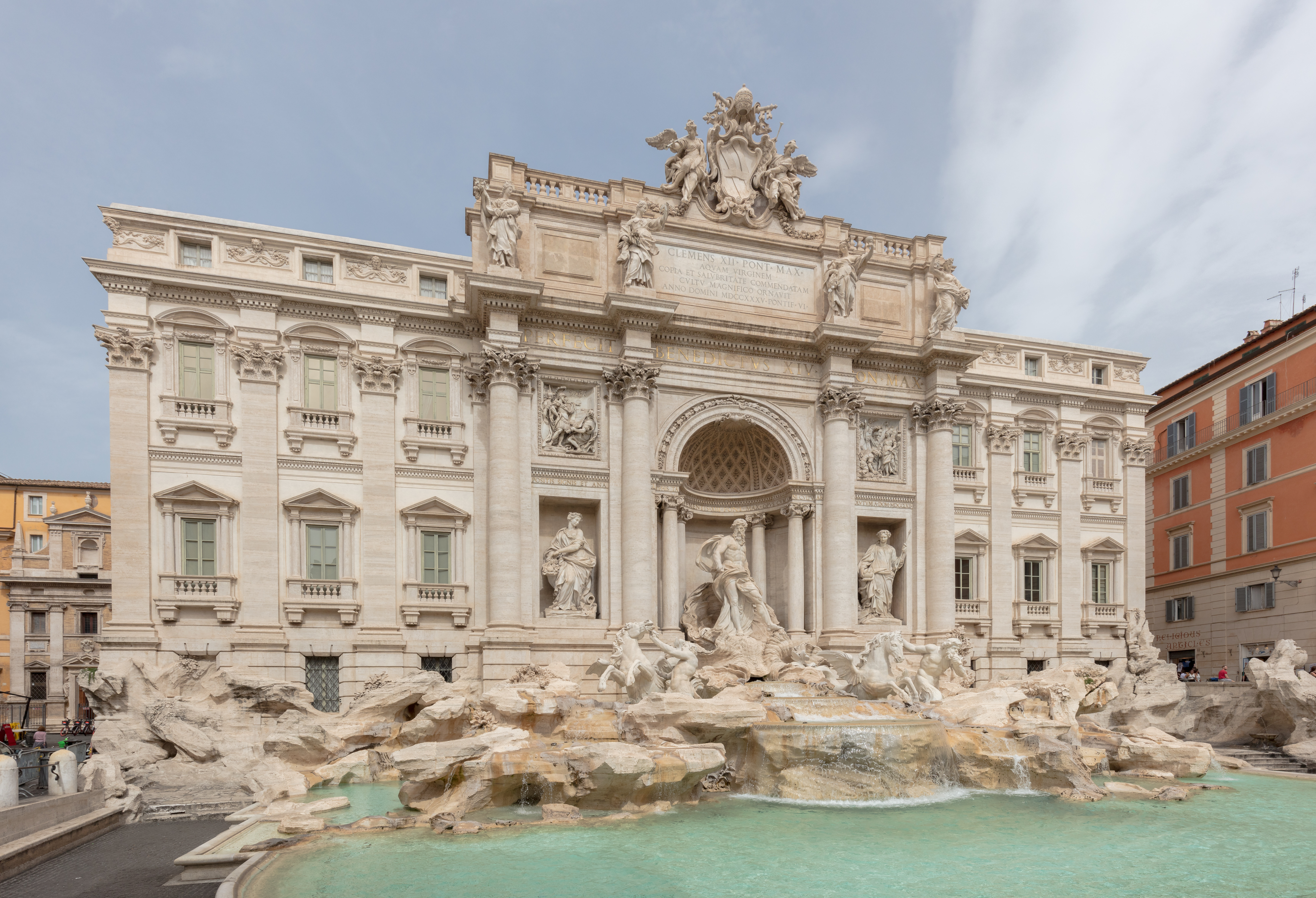
Trevi-Brunnen

Trevi ist der II. Rione (Stadtteil) von Rom. Er umfasst den Nordteil des Quirinal und die darunter liegende Senke um den Trevi-Brunnen.

## Geschichte
Der Name leitet sich vom lateinischen Trivium her, das die Kreuzung von drei Straßen im Bereich der heutigen Piazza dei Crociferi bezeichnete. Der mittelalterliche Name des Stadtteils lautete Regio Trivi et Vielate.

## Wappen
Das Wappen zeigt die drei Schwerter, die die drei Straßen des Trivium symbolisieren.

## Weblinks

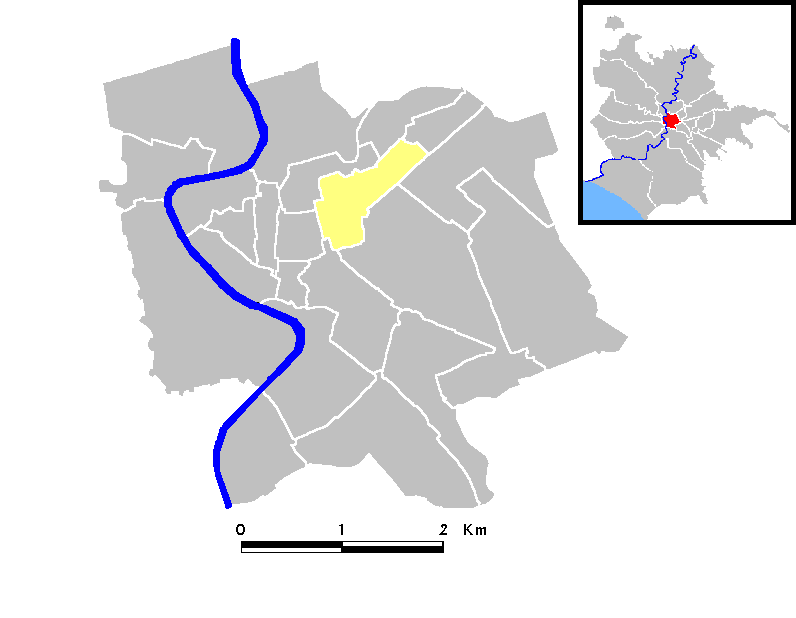
Lage von Trevi in Rom
Wappen von Trevi
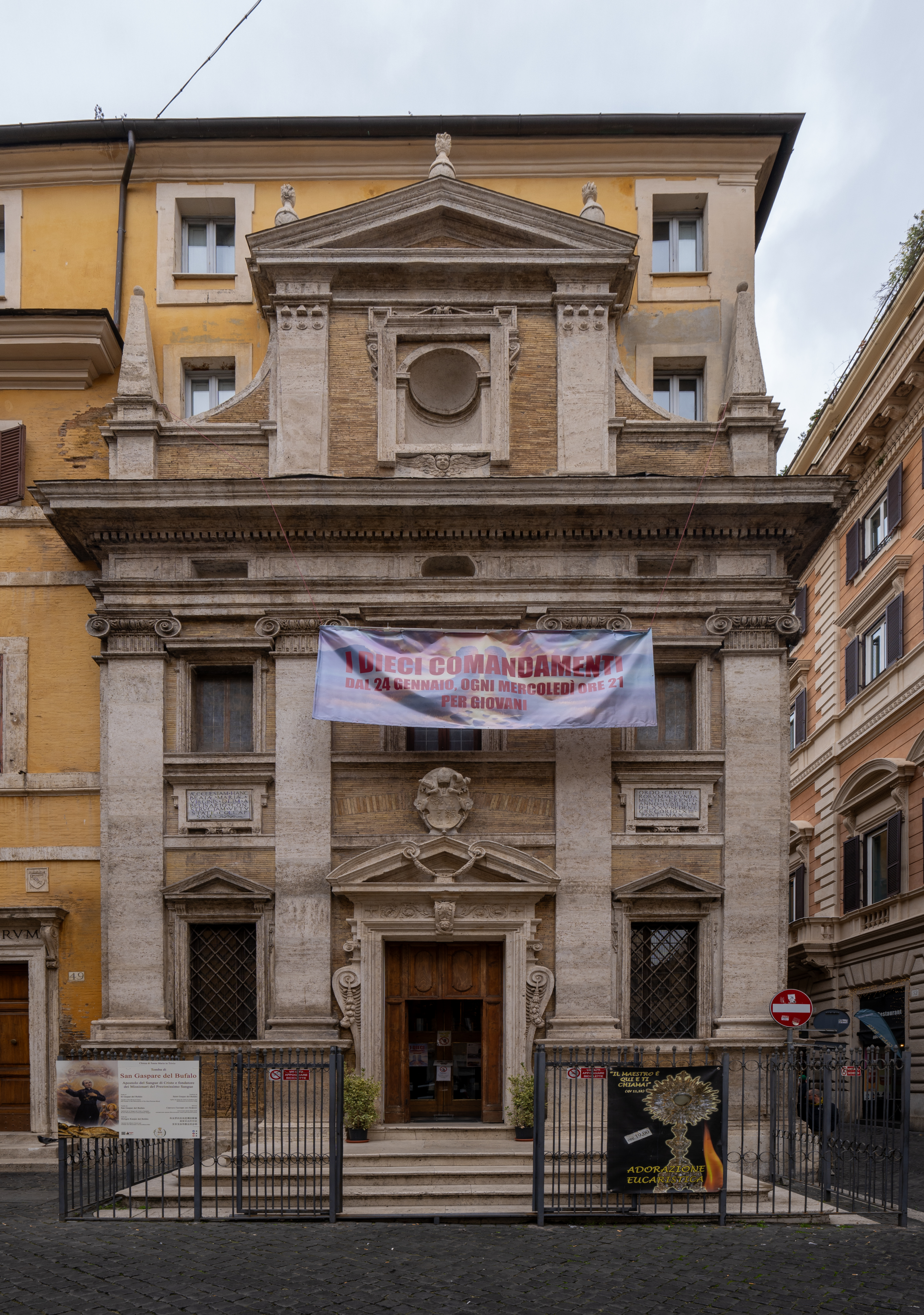
Piazza dei Crociferi, mit der Kirche Santa Maria in Trivio